# Sargon I

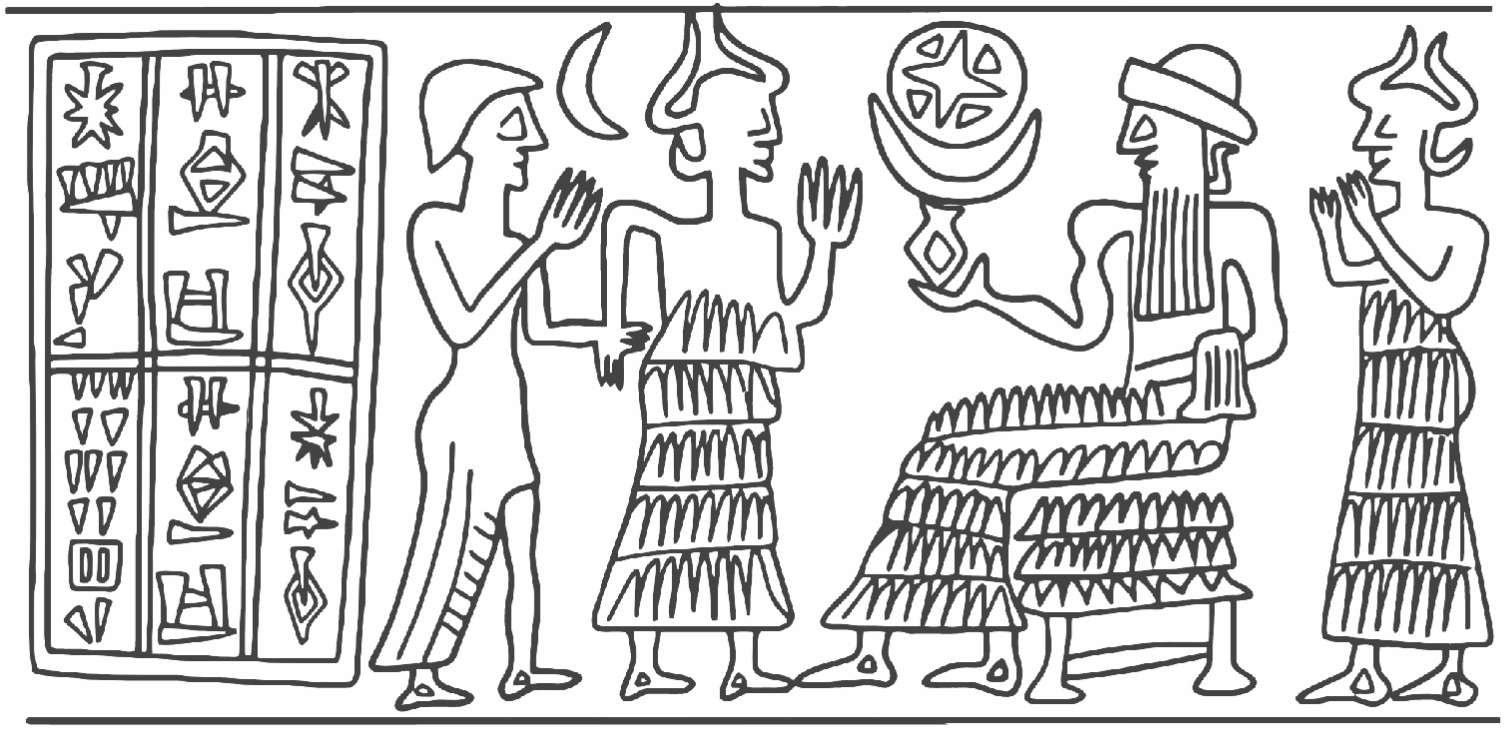
Odcisk pieczeci cylindrycznej Sargona I pochodzący z asyryjskiej kolonii kupieckiej w Kanesz

Sargon I, właśc. Szarru-kin I – władca miasta-państwa Aszur, syn i następca Ikunuma,  wymieniony w Asyryjskiej liście królów jako 35. władca Asyrii. Jego panowanie datowane jest na lata ok. 1920–1881 p.n.e. lub ok. 1917–1878 p.n.e..

## Imię
Sargon I jest imiennikiem słynnego Sargona Wielkiego (2334–2279 p.n.e.), założyciela dynastii akadyjskiej i twórcy imperium akadyjskiego. Nie wiadomo czy imię to nadał mu jeszcze jego ojciec, czy też było to jego imię tronowe, które nadał sobie sam gdy zasiadł na tronie miasta-państwa Aszur. Wybór imienia na pewno nie był przypadkowy i wskazuje, że już w XX w. p.n.e. postać Sargona Wielkiego musiała cieszyć się wielką estymą i poważaniem w Aszur. W inskrypcji umieszczonej na pieczęci cylindrycznej Sargona I z Kanesz oraz w pochodzącej z jego czasów prywatnej inskrypcji wotywnej imię tego władcy – na wzór imienia Sargona Wielkiego – poprzedzone jest boskim determinatywem dingir, stawianym przed imionami istot boskich. W transliteracji z pisma klinowego imię to zapisywane jest po sumeryjsku dlugal.gin („boski Sargon”). Jego akadyjskim odpowiednikiem jest imię Šarru-kīn lub Šarru-kēn. Zarówno sumeryjskie jak i akadyjskie imię tłumaczyć można jako „król jest prawy/prawowity”. W późniejszych asyryjskich tekstach imię tego władcy nie jest już poprzedzone boskim determinatywem (np. Šarru(lugal)-ki-in w Asyryjskiej liście królów czy Šarru(lugal)-ke-en w inskrypcji króla Aszur-rem-niszeszu).

## Tytulatura
W inskrypcji na swej pieczęci cylindrycznej, której gliniane odciski odnaleziono w asyryjskiej kolonii kupieckiej w Kanesz, Sargon I nosi tytuł „zarządcy/namiestnika (boga) Aszura” (énsi da-šùr).

## Dynastia
Sargon I jest szóstym znanym władcą Aszur należącym do tzw. „dynastii Puzur-Aszura I”. W inskrypcji na swej pieczęci cylindrycznej, której gliniane odciski odnaleziono w asyryjskiej kolonii kupieckiej w Kanesz, nazywa on siebie „synem Ikunuma”. Zgodnie z Asyryjską listą królów następcą Sargona I miał być jego syn Puzur-Aszur II.
| władcy z dynastii Puzur-Aszura I | pokrewieństwo       | lata panowania według Veenhofa | lata panowania według Barjamovica, Hertela i Larsena | uwagi                                                     |
| -------------------------------- | ------------------- | ------------------------------ | ---------------------------------------------------- | --------------------------------------------------------- |
| Puzur-Aszur I                    | -                   | początek XX w. p.n.e.          | początek XX w. p.n.e.                                | najprawdopodobniej założyciel dynastii                    |
| Szalim-ahum                      | syn Puzur-Aszura I  | początek XX w. p.n.e.          | początek XX w. p.n.e.                                | we własnej inskrypcji nazywa siebie „synem Puzur-Aszura”  |
| Ilu-szuma                        | syn Szalim-ahuma    | ?–1974 p.n.e.                  | ?–1971 p.n.e.                                        | we własnej inskrypcji nazywa siebie „synem Szalim-ahuma”  |
| Eriszum I                        | syn Ilu-szumy       | 1974–1935 p.n.e.               | 1972–1933 p.n.e.                                     | we własnych inskrypcjach nazywa siebie „synem Ilu-szumy”  |
| Ikunum                           | syn Eriszuma I      | 1934–1921 p.n.e.               | 1932–1918 p.n.e.                                     | we własnej inskrypcji nazywa siebie „synem Eriszuma”      |
| Sargon I                         | syn Ikunuma         | 1920–1881 p.n.e.               | 1917–1878 p.n.e.                                     | we własnej inskrypcji nazywa siebie „synem Ikunuma”       |
| Puzur-Aszur II                   | syn Sargona I       | 1880–1873 p.n.e.               | 1877–1870 p.n.e.                                     | nazywany „synem Sargona” w Asyryjskiej liście królów      |
| Naram-Sin                        | syn Puzur-Aszura II | 1872–1829/1819 p.n.e.          | 1869–? p.n.e.                                        | nazywany „synem Puzur-Aszura” w Asyryjskiej liście królów |
| Eriszum II                       | syn Naram-Sina      | 1828/1818–1809 p.n.e.          | ?–1809 p.n.e.                                        | nazywany „synem Naram-Sina” w Asyryjskiej liście królów   |

## Długość i lata panowania
Długość panowania Sargona I podana była pierwotnie w Asyryjskiej liście królów, ale zachowane jej kopie B, C i D są niestety uszkodzone w tym właśnie miejscu. Ustalenie długości panowania tego władcy stało się możliwe dzięki odnalezieniu w asyryjskiej kolonii handlowej w Kanesz tekstu Kt 92/k 0193, który okazał się być jedną z kopii tzw. listy eponimów z Kültepe (ang. Kültepe Eponym List, w skrócie KEL). W tekście tym, znanym jako KEL A, panowaniu Sargona I przyporządkowanych zostało 40 zmieniających się co rok asyryjskich urzędników limmu (eponimów). W oparciu o informacje pochodzące z listy eponimów z Kültepe (KEL) oraz kroniki eponimów z Mari (ang. Mari Eponym List, w skrócie MEL), w korelacji z informacjami pochodzącymi z Asyryjskiej listy królów, Veenhof zaproponował 40-letni okres panowania Sargona I i wydatował go na lata 1920–1881 p.n.e. (chronologia średnia). Barjamovic, Hertel i Larsen, w swej poprawionej liście eponimów (ang. Revised Eponym List, w skrócie REL), również zaproponowali 40-letni okres panowania Sargona I, przypisując mu 40 eponimów i datując jego panowanie na lata 1917–1878 p.n.e. (chronologia średnia).

## Panowanie
Pomimo dość długiego okresu rządów Sargon I pozostaje bardzo słabo poznanym władcą, gdyż jak dotychczas nie odnaleziono żadnych jego inskrypcji, które mówiłyby o jego działalności budowlanej, politycznej czy też wojskowej. W asyryjskiej kolonii kupieckiej w Kanesz (kārum Kanesz II) odnaleziono jedynie gliniane tabliczki i koperty z odciskami jego pieczęci cylindrycznej. Inskrypcja umieszczona na tej pieczęci brzmiała: „Boski Sargon, zarządca boga Aszura, syn Ikunuma, zarządcy boga Aszura”. Brak innych tekstów związanych z tym władcą jest zastanawiający, biorąc pod uwagę fakt, iż to na jego rządy (ok. 1900 r. p.n.e.) przypada początek najlepiej udokumentowanej fazy istnienia kārum Kanesz II, trwającej przez następne 40–45 lat. Faza ta charakteryzuje się znacznym wzrostem ilości datowanych dokumentów pochodzących z archiwów należących do najważniejszych asyryjskich kupców, takich jak np. Alahum, Adad-sululi, Aszur-taklaku, Elamma, Enlil-bani, Szalim-Aszur czy Usur-sza-Isztar.
W trakcie wykopalisk w mieście Aszur nie odnaleziono wprawdzie żadnych inskrypcji Sargona I, ale z miasta tego pochodzi prywatna inskrypcja wotywna niejakiej Haditum (lub Hattitum), która datowana jest na okres jego rządów. Umieszczona jest ona na trójkątnej płytce z brązu (nr inwent. VA Ass 4286, Ass 19624b), odnalezionej w staroasyryjskiej świątyni Isztar. Inskrypcja ta brzmi następująco:
„Gdy boski Sargon (był) zarządcą Aszur, Haditum/Hattitum, żona Belum-nady, ofiarowała (ten przedmiot) Isztar Asyryjce, swej pani. Umieściła ona (symbol) genitaliów w (świątyni Isztar) za życie jej męża, jej (własne) życie i życie jej dzieci”
W inskrypcji późniejszego władcy asyryjskiego Aszur-rem-niszeszu (1408–1401 p.n.e.) Sargon I wymieniany jest (obok Kikkii, Ikunuma i Puzur-Aszura II) jako jeden z wczesnych budowniczych murów obronnych miasta Aszur.

## Lista eponimów z czasów panowania Sargona I
| eponimowie przyporządkowani Sargonowi I w poprawionej liście eponimów (REL) | rok sprawowania urzędu (według Barjamovica, Hertela i Larsena) |
| --------------------------------------------------------------------------- | -------------------------------------------------------------- |
| Aszur-malik, syn Agatuma                                                    | 1917 p.n.e.                                                    |
| Aszur-malik, syn Ennaniji                                                   | 1916 p.n.e.                                                    |
| Ibisua, syn Suen-nady                                                       | 1915 p.n.e.                                                    |
| Bazija, syn Bal-Tutu                                                        | 1914 p.n.e.                                                    |
| Puzur-Isztar, syn Sabasiji                                                  | 1913 p.n.e.                                                    |
| Piszah-ili, syn Adina/Adima                                                 | 1912 p.n.e.                                                    |
| Asqudum, syn La-qepuma                                                      | 1911 p.n.e.                                                    |
| Ili-pilah, syn Damquma                                                      | 1910 p.n.e.                                                    |
| Qulali                                                                      | 1909 p.n.e.                                                    |
| Susaja                                                                      | 1908 p.n.e.                                                    |
| Amaja ša kakkē                                                              | 1907 p.n.e.                                                    |
| Iphurum, syn Ili-ellata                                                     | 1906 p.n.e.                                                    |
| Kudanum, syn La-qepuma                                                      | 1905 p.n.e.                                                    |
| Ili-bani, syn Ikunuma                                                       | 1904 p.n.e.                                                    |
| Szu-Kubum, syn Susaji                                                       | 1903 p.n.e.                                                    |
| Quqidi, syn Amur-Aszura                                                     | 1902 p.n.e.                                                    |
| Abija, syn Nur-Suena                                                        | 1901 p.n.e.                                                    |
| Szu-Isztar, syn Sukkutuma                                                   | 1900 p.n.e.                                                    |
| Bazija, syn Szep-Alima                                                      | 1899 p.n.e.                                                    |
| Szu-Isztar kakkabānum, syn Ikunuma                                          | 1898 p.n.e.                                                    |
| Abija, syn Szu-Dagana                                                       | 1897 p.n.e.                                                    |
| Sallija, syn Szabakura(numa)                                                | 1896 p.n.e.                                                    |
| Ibni-Adad, syn Baqqunuma                                                    | 1895 p.n.e.                                                    |
| Aham-arszi, syn Malkum-iszara                                               | 1894 p.n.e.                                                    |
| Sukkalija, syn Minanuma                                                     | 1893 p.n.e.                                                    |
| Iddin-Aszur, syn Kubidi                                                     | 1892 p.n.e.                                                    |
| Szudaja, syn Ennanuma                                                       | 1891 p.n.e.                                                    |
| Al-tab, syn Pilah-Aszura/Pilahaji                                           | 1890 p.n.e.                                                    |
| Aszur-damiq, syn Abarsisuma                                                 | 1889 p.n.e.                                                    |
| Puzur-Nirah, syn Puzur-Suena                                                | 1888 p.n.e.                                                    |
| Amur-Aszur, syn Karriji                                                     | 1887 p.n.e.                                                    |
| Buzuzu, syn Ibbi-Suena                                                      | 1886 p.n.e.                                                    |
| Szu-Hubur, syn Elali                                                        | 1885 p.n.e.                                                    |
| Ilszu-rabi, syn Baziji                                                      | 1884 p.n.e.                                                    |
| Ali-ahum, syn Inah-ili                                                      | 1883 p.n.e.                                                    |
| Tab-Aszur, syn Szuharuma                                                    | 1882 p.n.e.                                                    |
| Elali, kapłan sangûm, syn Ikunuma                                           | 1881 p.n.e.                                                    |
| Iddin-abum, syn Narbituma                                                   | 1880 p.n.e.                                                    |
| Adad-bani, syn Iddin-Aszura/Puzur-Ea                                        | 1879 p.n.e.                                                    |
| Aszur-iddin, syn Szuli                                                      | 1878 p.n.e.                                                    |